# Acanthohaustorius uncinus
Acanthohaustorius uncinus är en kräftdjursart som beskrevs av Foster 1989. Acanthohaustorius uncinus ingår i släktet Acanthohaustorius och familjen Haustoriidae. Inga underarter finns listade i Catalogue of Life.